# Rue Duranton
La Rue Duranton est une rue du 15e arrondissement de Paris.

## Situation et accès
Elle commence rue de Lourmel et aboutit rue Lecourbe. Elle croise l'avenue Félix Faure.

## Origine du nom
Elle porte le nom de l’explorateur Ferdinand Duranton (1787-1838).

## Historique
Ouverte sous le nom de « rue de l'Industrie » ou « passage de l'Industrie », elle prend sa dénomination actuelle le 10 février 1875.